# Autoportrety Albrechta Dürera
Niemiecki artysta doby renesansu – Albrecht Dürer – znany jest m.in. z tworzenia licznych autoportretów.

## Autoportret(Albertina)
Rysunek srebrnym sztyftem na zagruntowanym papierze stworzony przez Albrechta Dürera w wieku 13 lat w roku 1484, przechowywany w galerii Albertina w Wiedniu. Najwcześniejszy autoportret tego artysty. Chłopiec wskazuje palcem w prawą stronę, druga dłoń ukryta jest w rękawie.

## Autoportret(Luwr)
Obraz olejny z 1493 roku, przechowywany w Luwrze, zwany również Portretem artysty trzymającego oset. Dürer namalował go na welinie mając 22 lata. Jest to pierwszy malowany portret artysty i zarazem pierwszy autoportret w sztuce europejskiej stworzony jako niezależne dzieło. Oset może oznaczać ślubowanie wierności narzeczonej, Agnes Frey, przez co przypuszcza się, że obraz miał być prezentem dla ukochanej, którą Dürer poślubił w 1494. Roślina może też nawiązywać do Pasji Chrystusa poprzez podobieństwo do kolców korony cierniowej. Nad głową artysty widnieje data i napis po niemiecku:
My sach die gat / Als es oben schtat

## Autoportret(Prado)
Olejny obraz namalowany w 1498 roku, przechowywany w Muzeum Prado w Madrycie. Przedstawia elegancko ubranego Albrechta Dürera w wieku 26 lat, w delikatnym skręcie tułowia na tle okna otwierającego się na górzysty krajobraz.
Obraz został zakupiony przez Karola I Stuarta, później nabyty przez Filipa I Habsburga.

## Autoportret w futrze(Monachium)
Olejny obraz namalowany w 1500 roku, przechowywany Starej Pinakotece w Monachium. Artysta stworzył to dzieło w wieku 28 lat. Przedstawia ono frontalnie ujęte, idealizowane oblicze malarza na płaskim ciemnym tle.